# Ephesia conjux
Ephesia conjux är en fjärilsart som beskrevs av Freyer 1852. Ephesia conjux ingår i släktet Ephesia och familjen nattflyn. Inga underarter finns listade i Catalogue of Life.